# Hiệp ước ABM
Hiệp ước Chống tên lửa đạn đạo, hay cũng được gọi tắt là Hiệp ước ABM, (tiếng Anh: Anti-Ballistic Missile Treaty) là hiệp ước được ký kết giữa Hoa Kỳ và Liên bang Xô Viết nhằm mục đích hạn chế việc sử dụng các hệ thống chống tên lửa đạn đạo trong khu vực phòng vệ chống lại các tên lửa mang vũ khí hạt nhân. Vào ngày 26 tháng 5 năm 1972, Tổng thống Hoa Kỳ Richard Nixon và Tổng bí thư Đảng Cộng sản Liên Xô Leonid Ilyich Brezhnev đã ký hiệp ước ABM. Hiệp ước này có hiệu lực trong 30 năm, từ năm 1972 đến năm 2002. Vào ngày 13 tháng 6 năm 2002, Hoa Kỳ đã rút khỏi hiệp ước vì mục đích của mình .

## Vai trò
Hiệp ước ABM đặc biệt quan trọng đối với sự ổn định chiến lược toàn cầu, ra đời vào thời điểm khi cuộc chạy đua vũ trang đã lên tới đỉnh điểm, khi kho vũ khí hạt nhân đã lên tới con số khó tin hàng chục nghìn đầu đạn, hiệp ước ABM có thể coi là hòn đá tảng duy trì sự cân bằng hạt nhân giữa hai siêu cường Liên Xô - Mỹ, từ đó mà hình thành thế ổn định chiến lược toàn cầu, đặt nền móng cho việc cắt giảm kho vũ khí hạt nhân sau này.

## Nội dung và kết quả
Ra đời năm 1972, đóng được vai trò chính là nhờ điểm mấu chốt trong Hiệp ước ABM mà cựu Tổng Bí thư đảng Cộng sản Liên Xô Breznev và cựu Tổng thống Mỹ Nixon long trọng ký kết tại Moskva năm 1972 quy định hạn chế quy mô các hệ thống chống tên lửa đạn đạo. Trong khi không đề cập đến thực trạng kho vũ khí hạt nhân của đôi bên, hiệp ước ABM tập trung vào việc giới hạn hệ thống chống tên lửa, chỉ cho phép Liên Xô và Mỹ triển khai một hệ thống phòng thủ với không quá 100 tên lửa đánh chặn xung quanh thủ đô Moskva và Washington D.C.. Với số lượng hạn chế như vậy, mặc dù Liên Xô và Mỹ không ngừng tăng cường kho vũ khí hạt nhân của mình, nhưng trên thực tế thực chất không bên nào có khả năng chống trả các cuộc tấn công hạt nhân của đối phương. Điểm yếu không thể khắc phục đó đã buộc cả hai bên phải kiềm chế, bởi bất cứ hành động thiếu thận trọng nào trong việc sử dụng vũ khí hạt nhân sẽ đồng nghĩa với việc tự sát.
Hiệp ước ABM còn quy định Liên Xô và Mỹ không được nghiên cứu, thử nghiệm các hệ thống chống tên lửa mới ngoài những gì đã có, từ đó mà giảm tối thiểu sức ép chạy đua vũ trang do nguy cơ xuất hiện những hệ thống chống tên lửa mới có khả năng vô hiệu hóa tiềm năng hạt nhân của đối phương.